# Неизрециво (приповетка)
„Неизрециво” (енгл. The Unnamable) је приповетка америчког писца Хауарда Филипса Лавкрафта, написана у септембру 1923. и објављивана у јулу 1925. у часопису Weird Tales.

## Радња
Картер, писац ирационалне фантастике, који је вероватно Рандолф Картер који се појављује у неким другим Лавкрафтовим причама као што је „Изјава Рандолфа Картера”, састаје се са својим блиским пријатељом, Џоелом Ментоном, на гробљу у близини старе, оронуле куће на брду Медоу у Аркаму, Масачусетс. Док њих двојица седе на оронулој гробници, Картер прича Ментону причу о неописивом ентитету који наводно опседа кућу и околину. Он тврди да због тога што такав ентитет не може да се перципира са пет чула, постаје немогуће квантификовати га и тачно описати, чиме добија појам неизрецивог.
Како се нарација завршава, ово неименовано присуство напада и Картера и Ментона. Обојица преживе и касније се буде у болници Свете Марије. Пате од разних посекотина, као и ожиљака од великог предмета у облику рога и модрица у облику отисака копита на леђима. Ментон описује неизрециво у завршном пасусу приче:
Било је посвуда — желатин — слуз; пара; — али ипак је имало облик, хиљаду обличја ужаса изван сваког поимања. Било је очију — и мане у њима. Била је то јама — вртлог — највећа грозота. Картеру, то је било неизрециво!

## Ликови
- Картер: Картер се обично поистовећује са Рандолфом Картером, аутобиографским ликом који се понавља у Лавкрафтовој фикцији. Инцидент у овој приповеци алудиран је у „Сребрном кључу” (1926), где се бележи да се Картер „вратио у Аркам... и доживео искуства у мраку, усред сивих врба, и килавих кровова, који га је натерао да заувек запечати одређене странице у дневнику дивљег претка.”[2] Међутим, Картер из „Неизрецивог” не верује у натприродно, што би било у супротности са натприродним догађајима из „Изјаве Рандолфа Картера”. Чини се да је Картер из ове приче такође одраз самог Лавкрафта, као што је показано када је: „додао да су моје сталне тврдње о 'неизрецивим' и 'неименованим' стварима биле врло детињасте, сасвим у складу са мојим ниским статусом аутора. Превише сам желео да завршавам своје приче призорима или звуцима који су парализовали способности мојих хероја и остављали их без храбрости, речи или асоцијација да испричају шта су доживели.” Ово је сасвим у складу са Лавкрафтовим радом до ове тачке у његовој каријери, од којих већина користи сличне мотиве онима који су описани, као што су ентитети ван разумевања и протагонисти излуђени својим искуствима.

- Џоел Ментон: Лик Џоела Ментона заснован је на Лавкрафтовом пријатељу Морису В. Моу. Ментон је директор Средње школе „Ист”, док је Мо предавао у средњој школи Вест Дивижн у Милвокију; Мо је, као и Ментон, религиозан верник, за разлику од Картеровог (и Лавкрафтовог) скептицизма.[2]

- Неизрециво: Лавкрафт оставља тачну природу и порекло самог Неизрецивог нејасним. Наговештава се да је рођено крајем 17. или почетком 18. века, и да је било скривено у поткровљу сада напуштене куће повезане са легендом. Оригинални извештаји о створењу, како је рекао Картер, указују на фигуру налик ђаволу. У целој причи се помињу створење које има рогове и копита, а Картер, када говори о томе како је пронашао кости те ствари на тавану старе куће, помиње „рогове од четири инча, али лице и вилицу нешто попут твоје и моје.” Ту се такође помиње „окаљано око” те ствари и „вриштећи пијани јадник кога су обесили јер је имао такво око”. На крају, легенде, по речима Картера, „попримају спектрални карактер – претпостављам да је ствар, ако је била живо биће, вероватно умрла”. Након њиховог сусрета на гробљу, Ментон описује чудовиште као „посвуда – желатинасто – слузаво – а ипак је имало обличје, хиљаду обличја ужаса ван сваког поимања. Било је очију – и мана”. Речено је да су њих двојица остали са ранама од копита и рогова.